# Lysvik
Lysvik – miejscowość (tätort) w Szwecji, w regionie administracyjnym (län) Värmland, w gminie Sunne.
Według danych Szwedzkiego Urzędu Statystycznego liczba ludności wyniosła: 326 (31 grudnia 2015), 329 (31 grudnia 2018) i 337 (31 grudnia 2019).